# Chorebus longicornis
Chorebus longicornis är en stekelart som först beskrevs av Christian Gottfried Daniel Nees von Esenbeck 1811.  Chorebus longicornis ingår i släktet Chorebus och familjen bracksteklar. Arten är reproducerande i Sverige. Inga underarter finns listade i Catalogue of Life.